# TT98
La tombe thébaine TT 98 est située à Cheikh Abd el-Gournah, dans la nécropole thébaine, sur la rive ouest du Nil, face à Louxor en Égypte.
C'est la sépulture de Kaimheribsen, qui a vécu sous les règnes de Thoutmôsis III et d'Amenhotep II ou d'Amenhotep II et Thoutmôsis IV.